# Erik Rothman
Pour les articles homonymes, voir Rothman.
Erik Rothman, né le 3 octobre 1863 à Sundsvall et mort le 25 octobre 1893 dans l’actuel Moret-Loing-et-Orvanne, est un sculpteur d’origine suédoise s’étant installé en France.

## Biographie

### Origines
Erik Rothman naît le 3 octobre 1863 à Sundsvall (Suède). Il est le fils d’Erlan Rothman (ex-consul) et d’Anny Dalenius (sans profession).

### Carrière
Il entame d’abord des études d’art dans son pays. Puis, incité par ses maîtres, il vient s’établir en France. Il obtient un grand succès à Exposition universelle de Paris de 1889 où il présente, dans la section suédoise, une œuvre grandeur nature intitulée Pêcheur au trident — une statue qu’il finit par briser plus tard, dans un moment de désespoir. Il se distingue également par des envois aux Salons des artistes français. En fin de vie, il travaille sur un buste de l’enfant princesse Bonaparte (qu’il laisse inachevé) et est chargé des sculptures décoratives d’un hôtel princier de Paris.

### Décès et obsèques
Il ne réalise toutefois pas ses divers projets, puisqu’il décède le 25 octobre 1893, vers 2 heures du matin, à l’âge de 30 ans, en son domicile à Veneux-Nadon (actuellement commune déléguée de Moret-Loing-et-Orvanne sous le nom Veneux-les-Sablons), d’une « maladie de poitrine » (peut-être une angine de poitrine ?),. Ses obsèques sont célébrées le 30, en présence de nombreux artistes venus de Paris dont Robert de La Villehervé qui prononce un discours au cimetière et Georges Rochegrosse.